# العلاقات الروسية الطاجيكية
العلاقات الروسية الطاجيكستانية هي العلاقات الثنائية التي تجمع بين روسيا وطاجيكستان.

## مقارنة بين البلدين
هذه مقارنة عامة ومرجعية للدولتين:
| وجه المقارنة                                              | روسيا                                   | طاجيكستان                          |
| --------------------------------------------------------- | --------------------------------------- | ---------------------------------- |
| المساحة (كم2)                                             | 17.08 مليون                             | 143.10 ألف                         |
| عدد السكان (نسمة)                                         | 146.80 مليون                            | 8.92 مليون                         |
| الكثافة السكانية (ن./كم²)                                 | 8.59                                    | 62.33                              |
| العاصمة                                                   | موسكو                                   | دوشنبه                             |
| اللغة الرسمية                                             | اللغة الروسية                           | اللغة الطاجيكية                    |
| العملة                                                    | روبل روسي                               | ساماني طاجيكي، الروبل الطاجيكستاني |
| الناتج المحلي الإجمالي (بليون دولار)                      | 1.58 تريليون                            | 7.15 مليار                         |
| الناتج المحلي الإجمالي (تعادل القوة الشرائية) بليون دولار | 3.69 تريليون                            | 24.03 مليار                        |
| الناتج المحلي الإجمالي الاسمي للفرد دولار أمريكي          | 9.09 ألف                                | 925                                |
| الناتج المحلي الإجمالي للفرد دولار أمريكي                 |                                         | 2.69 ألف                           |
| مؤشر التنمية البشرية                                      | 0.798                                   | 0.624                              |
| رمز المكالمات الدولي                                      | +7                                      | +992                               |
| رمز الإنترنت                                              | .ru، .рф، .рус ‏، .su                    | .tj                                |
| المنطقة الزمنية                                           | Magadan Time ‏، ت ع م+02:00، ت ع م+12:00 | ت ع م+05:00                        |

## مدن متوأمة
في ما يلي قائمة باتفاقيات التوأمة بين مدن روسية وطاجيكستانية:
- ترتبط كراسنويارسك مع استرافشان باتفاقية توأمة منذ 2000.[16][17][18][19]
- ترتبط أورينبورغ مع خجندة باتفاقية توأمة.
- ترتبط سانت بطرسبرغ مع دوشنبه باتفاقية توأمة منذ 2 أكتوبر 1967.

## منظمات دولية مشتركة
يشترك البلدان في عضوية مجموعة من المنظمات الدولية، منها:
| علم المنظمة | اسم المنظمة                             | تاريخ انضمام روسيا | تاريخ انضمام طاجيكستان |
| ----------- | --------------------------------------- | ------------------ | ---------------------- |
|             | مؤسسة التنمية الدولية                   | 16 يونيو 1992      | 4 يونيو 1993           |
|             | منظمة الأمن والتعاون في أوروبا          | 1992               | 30 يناير 1992          |
|             | مؤسسة التمويل الدولية                   | 12 أبريل 1993      | 2 ديسمبر 1994          |
|             | منظمة شانغهاي للتعاون                   | 26 أبريل 1996      | 26 أبريل 1996          |
|             | منظمة حظر الأسلحة الكيميائية            | ?                  | ?                      |
|             | الأمم المتحدة                           | 24 أكتوبر 1945     | 2 مارس 1992            |
|             | الاتحاد الدولي للاتصالات                | 1866               | 28 أبريل 1994          |
|             | منظمة الشرطة الجنائية الدولية           | 27 سبتمبر 1990     | ?                      |
|             | البنك الدولي للإنشاء والتعمير           | 16 يونيو 1992      | 4 يونيو 1993           |
|             | الاتحاد البريدي العالمي                 | ?                  | ?                      |
|             | وكالة ضمان الاستثمار متعدد الأطراف      | 29 ديسمبر 1992     | 9 ديسمبر 2002          |
|             | Central Asian Cooperation Organization ‏ | 2002               | ?                      |
|             | يونسكو                                  | 21 أبريل 1954      | 6 أبريل 1993           |
|             | الفريق المعني برصد الأرض                | ?                  | ?                      |

## وصلات خارجية
- موقع وزارة الخارجية الروسية